# Artie Mitchell
Artie Mitchell, egentlig Artie Jay Mitchell (17. december 1945 – 27. februar 1991), var sammen med sin bror Jim Mitchell en af pionererne inden for den amerikanske pornofilm.
Sammen ejede de Mitchell Brothers Film Group i San Francisco og co-instruerede bl.a. filmen Behind the Green Door (1972), som gjorde pornostjernen Marilyn Chambers til et verdensnavn.
Deres samarbejde endte tragisk, da Artie i 1991 blev skudt og dræbt af sin bror.
Parrets liv og karriere skildres i tv-filmen Rated X (2000), hvor Artie Mitchell spilles af Charlie Sheen, og Jim Mitchell af Emilio Estevez.